# オリンピアの天使
オリンピアの天使（オリンピアのてんし、Angels of Olimpics）は、グリモワールなどの魔術書に記される七人の天使の総称。
ユダヤ・キリスト教の天使（七大天使など）とは関係のない存在で、別名オリンピアの精霊（オリンピアのせいれい、Olimpics Spirits, Olympian spirits, Olympic spirits, Olympick spirits）。
各々の能力は九階級の天使達に劣るが、十分に人間の役に立つとされ、召喚者達に重宝されたという。
その名称から、ルーツはオリュンポス十二神であると考えられている。

## オリンピアの天使の一覧
| 名前（仮名文字） | 名前（ラテン文字） | 支配する星 | 支配する期間              |
| ---------------- | ------------------ | ---------- | ------------------------- |
| アラトロン       | Aratoron           | 土星       | 西暦前1090年～西暦前601年 |
| ベトール         | Bethor             | 木星       | 西暦前600年～429年        |
| ファレグ         | Phaleg             | 火星       | 430年～919年              |
| オク             | Och                | 太陽       | 920年～1409年             |
| ハギト           | Haggith            | 金星       | 1410年～1899年            |
| オフィエル       | Ophiel             | 水星       | 1900年～2389年            |
| フル             | Phul               | 月         | 2390年～2879年            |

※以降アラトロンより、繰り返す。
一説によれば、いくつかの点で歴史上のある時代を490年周期で働き、支配するという。この点はセクンダデイに似ているといわれる。しかしながら、オリンピアの惑星の支配期間とは若干異なるといわれている。